# Esther Victoria Abraham
Esther Victoria Abraham znana jako Pramila (ur. 30 grudnia 1916 w Kalkucie, zm. 6 sierpnia 2006 w Mumbaju) – indyjska aktorka filmowa, teatralna i telewizyjna, modelka i producentka filmowa.
Urodziła się w Kolkacie w żydowskiej rodzinie Boughdadi. Była córką biznesmena Reubena Abrahama, miała pięcioro dzieci. Była pierwszą królową piękności niezależnych Indii – Miss India 1947, jest także matką modelki, jej córka Naqi Jahan zdobyła tytuł Miss India w 1967 roku, Są jedyną matką i córką, które wygrały tytuł Miss India, była też matką aktora Haidara Ali. Była pierwszą producentką filmową z 16 filmami pod szyldem Silver Productions. Zmarła 6 sierpnia 2006 w Mumbaju, w wieku 89 lat.

## Wybrana Filmografia

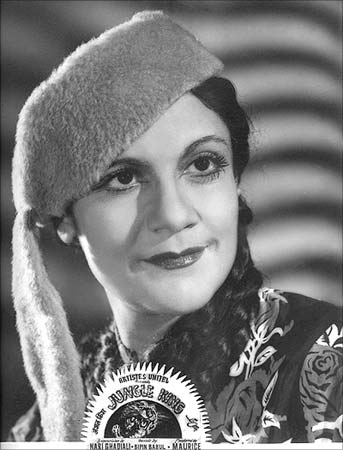
Esther Victoria Abraham na planie Filmu Jungle King

- 1931: Toofani Tiruni
- 1931: Dilawara
- 1935: Bhikharan – Chandra
- Esther Victoria Abraham na planie Filmu Jungle King1936: Achhut Kanya – Kajri
- 1936: Hamari Betiyan
- 1992: Pyaasi Mohabbat
- 2006: Quest